# The Xperience
The Xperience – rezydentura amerykańskiej wokalistki Christiny Aguilery, planowana na okres od maja 2019 do listopada 2020 roku (występy listopadowe odwołano z powodu pandemii koronawirusa). Odbyła się w Las Vegas, w Zappos Theater.
Magazyn Billboard wskazał The Xperience jako jedną z trzydziestu najbardziej dochodowych tras czerwca 2019 roku. Na występach gościły między innymi Michelle Obama, Dionne Warwick, Demi Lovato, Alyson Hannigan, Erika Jayne i Meghan McCain.

## Informacje o rezydenturze

### Tło
Nazwa rezydentury to swoista gra słowna, odwołująca się do pseudonimu Aguilery („Xtina”). Serię koncertów po raz pierwszy zapowiedziano 29 stycznia 2019 roku; tego samego dnia artystka uczestniczyła w audycji radiowej On Air With Ryan Seacrest. Powiedziała wówczas, że o udziale w rezydenturze myślała już podczas pracy nad programem telewizyjnym The Voice (2011–2015). Ujawniono, że miejscem koncertów będzie Las Vegas w stanie Nevada, a dokładnie Zappos Theater (zlokalizowany na terenie Planet Hollywood Resort and Casino). Aguilera ogłosiła: „W tym miejscu będę mogła zebrać swoich fanów, pozwolić im cieszyć się magiczną nocą, dać szansę ucieczki od rzeczywistości. Planuję wiele niespodzianek i kolaboracji; Vegas daje mi nieograniczone możliwości.” O „magii i wolności” pisała też w odrębnym tweecie. Dodatkowo powiedziała, że rezydentura będzie „doświadczeniem teatralnym, łączącym w sobie taniec, muzykę, niesamowite wizualizacje oraz niczym nieposkromione pokłady energii”.

### Przygotowania i start rezydentury
W marcu 2019 roku odbywały się castingi na tancerzy. Wkrótce potem Janusz Libicki, artysta z Wrocławia, otrzymał od choreografa Aguilery telefon z propozycją współpracy. Treningi tancerzy odbywały się od przełomu marca i kwietnia do lipca. Libicki, który mógł poznać Aguilerę, powiedział, że jest ona „bardzo profesjonalna i wie, czego chce”.
Inspiracją dla trasy były widowiska Cirque du Soleil. Aguilera wyznała, że koncerty będzie można odebrać na poziomie wszystkich pięciu zmysłów: „fani będą w stanie dotknąć pewnych elementów, na przykład obiektów zlatujących z sufity prosto na głowy”. Ponownie wspomniała też, że tematem przewodnim jest wolność i poczucie bezpieczeństwa: „nasze spotkanie będzie dla widzów szansą, by zdjąć noszoną na co dzień maskę”. Zapowiadano, że okaże się koncert „ekstrawaganckim i wydumanym spektaklem”, o skomplikowanym systemie oświetlenia oraz komunikacji wizualnej. Przygotowując oprawę sceniczną, każdej wykonanej piosence przypisano indywidualną, monochromatyczną paletę barw. Przykładowo, gdy Aguilera śpiewa rockowy utwór „Fighter”, estrada tonie w ostrej czerwieni, a kiedy występuje z balladą „Twice”, wizualizacje i kostiumy tancerzy są koloru niebieskiego. Kluczowym motywem rezydentury była przestrzeń kosmiczna. Interaktywna oprawa przedstawiała ujęcia galaktyczne, astralne i fantastyczne. Kostiumy, za które odpowiadali między innymi Gareth Pugh oraz Bobby Abley, reprezentowały trendy retro- i neofuturystyczne. Niektóre stroje zostały zaprojektowane w czasach, kiedy Aguilera planowała ruszyć w trasę Bionic Tour (a więc około 2010 roku).
Kompozycję rozpoczynającą występ skomponowała Pinar Toprak – artystka pochodzenia tureckiego, a zarazem autorka soundtracku do Kapitan Marvel (2019). Aguilera wyjawiła, że wśród artystycznych inspiracji, które tchnęły życie w The Xperience, znalazły się kompozycje Danny’ego Elfmana. Twierdziła, że rezydentura posiada wyraźny, „kinematograficzny aspekt”. Jesienią 2019 roku wyznała, że częścią setu koncertowego miała być gospelowa piosenka „Makes Me Wanna Pray”, ale z planów jej wykonania zrezygnowano. Kilka tygodni później nagranie wykorzystano podczas trasy The X Tour w Meksyku, jako fragment medley. Finalnie utwór wpisano też na setlistę The Xperience, pod koniec grudnia 2019.
Część dochodów ze sprzedaży biletów przekazano na rzecz The Shade Tree – organizacji non-profit, wspomagającej ofiary przemocy domowej. W wywiadzie dla magazynu Haute Living z września 2019 Aguilera sugerowała, że rezydentura może zostać rozszerzona o kilka kolejnych występów – w tym sylwestrowy. Tak się stało i 31 grudnia 2019 roku fragmenty koncertu zostały wyemitowane przez telewizję CNN. 2 marca 2020 ogłoszono, że trasa została przedłużona do jesieni tego roku. Piątą i finałową serię koncertów zaplanowano na okres 11–21 listopada, choć ostatecznie trzeba było ją odwołać z powodu pandemii koronawirusa, o czym Aguilera poinformowała na antenie stacji radiowej Beats 1, w rozmowie z Zane’em Lowe’em. Później, 30 września, potwierdziła, że występy odwołano w poście na Instagramie. Pod koniec grudnia 2023 r. Aguilera rozpoczęła swoją drugą, po The Xperience, rezydenturę w Las Vegas (odbywającą się w sali koncertowej Voltaire).

## Promocja

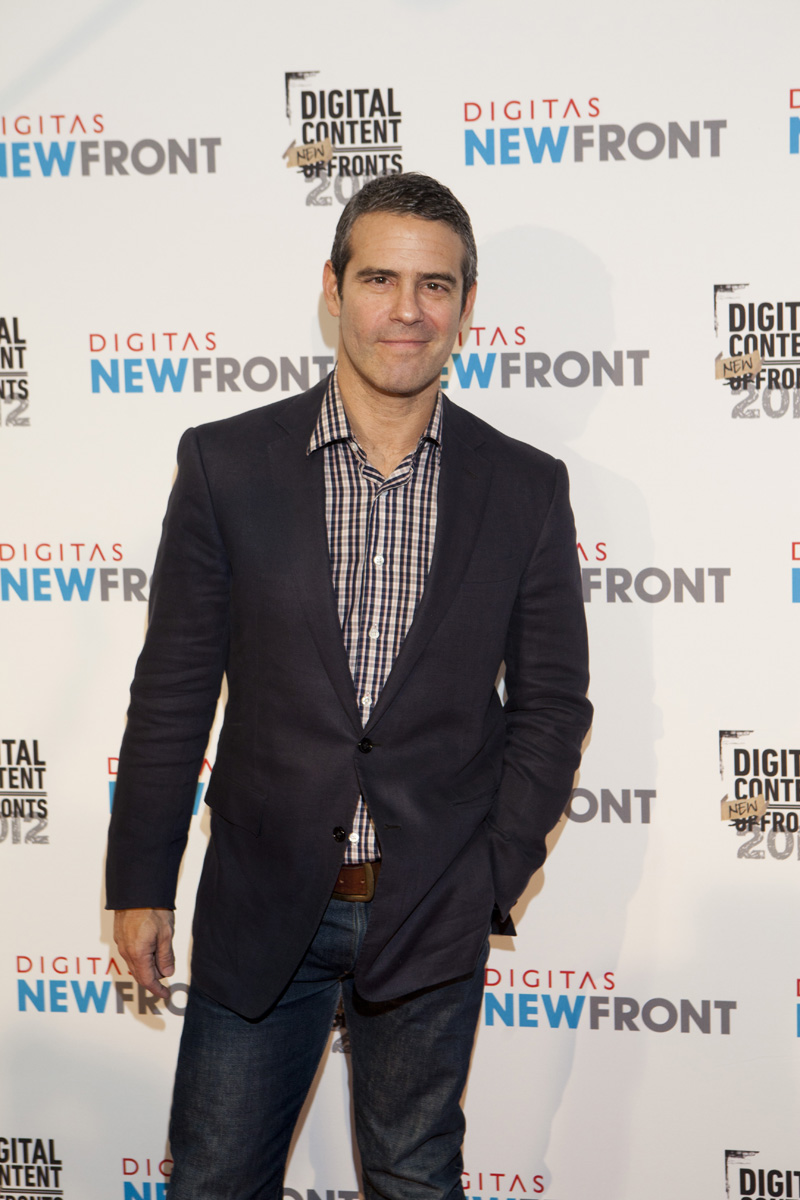
Aguilera promowała rezydenturę, goszcząc parokrotnie w programach Andy’ego Cohena.

Po wywiadzie z Ryanem Seacrestem ogłoszono, że 31 stycznia stacja The CW wyemituje promocyjny występ Aguilery na scenie muzycznej. Współorganizatorem koncertu była platforma iHeartRadio. Wizycie Aguilery w studio nagraniowym towarzyszył wywiad, poświęcony między innymi The Xperience. Artystka promowała nadchodzącą rezydenturę w programach telewizyjnych Access, Entertainment Tonight, Extra oraz Watch What Happens Live with Andy Cohen. Goszcząc w talk-show The Ellen DeGeneres Show, powiedziała, że „nie może doczekać się nadchodzących koncertów”. 2 czerwca Aguilera pojawiła się w programie ABC Good Morning America i opowiedziała o szczegółach pierwszego koncertu. Później była też gościem brytyjskiego programu lifestyle’owego Lorraine, talk-shows A Little Late with Lilly Singh i Live with Kelly and Ryan oraz audycji Andy’ego Cohena Deep & Shallow Interviews, nadawanej przez SiriusXM. Pod koniec grudnia 2019 ponownie wystąpiła w programie Live with Kelly and Ryan, gdzie promowała nadchodzący, sylwestrowy koncert, organizowany w ramach rezydentury. CNN wyemitowało fragmenty koncertu późnym wieczorem, 31 grudnia 2019 roku, w ramach specjalnego show prowadzonego przez Andy’ego Cohena i Andersona Coopera. Występ Aguilery w Zappos Theater relacjonowany był na żywo. Artystka pojawiła się później w klipie promocyjnym, który wyemitowano podczas 62. ceremonii wręczenia nagród Grammy.
1 marca 2020 premierę miał odcinek podcastu Vegas Revealed, w którym Sean McAllister i Dayna Roselli rozmawiali z Aguilerą o rezydenturze.

## Przebieg koncertów
Trwający blisko dziewięćdziesiąt minut koncert rozpoczyna wizualizacja przestrzeni galaktycznej. Wkrótce potem estradę powolnym krokiem obchodzi tancerka w stroju astronautki. Odkrywa zupełnie nowy świat, w którym każdy może być sobą i nie musi nikogo udawać. Na scenie postawiony jest dużych rozmiarów, kryształowy kwiat lotosu. Gdy otwierają się jego płatki, widzom ukazuje się stojąca w środku Aguilera, w śnieżnobiałym body, również przypominającym kwiat. Wokalistka śpiewa utwór „Your Body”, a otaczający ją tancerze wykonują dynamiczny układ choreograficzny. Następuje energetyczny występ z electropopową piosenką „Not Myself Tonight”, a potem z remiksem „Genie in a Bottle”, podczas którego wykorzystany zostaje kultowy, inspirowany tańcem arabskim układ, znany z teledysku. Balladę „Reflection”, stworzoną na ścieżkę dźwiękową z filmu animowanego Mulan (1998), zaśpiewała Aguilera po raz pierwszy od 2000 roku, jako niespodziankę dla najwierniejszych fanów.

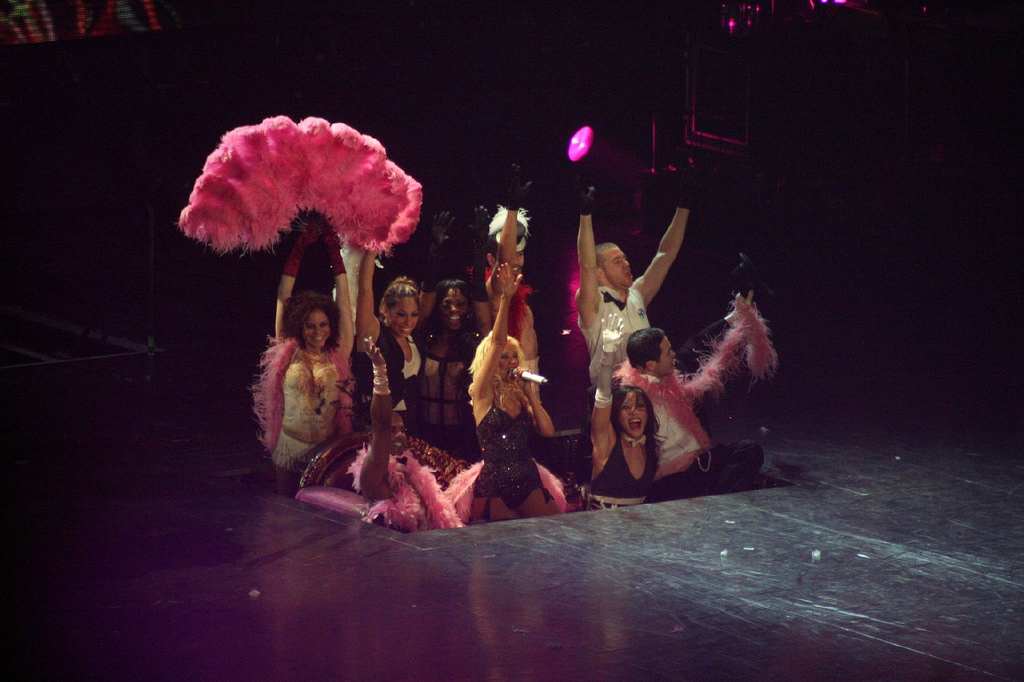
W drugim akcie widowiska Aguilera wykonuje m.in. utwór „Lady Marmalade”.

Gdy Aguilera zaczyna wykonywać piosenkę „Dirrty”, uwagę widowni zwraca ogniste, LED-owe oświetlenie sceny. Artystka ubrana jest w skórzany kostium, przypominający ten z teledysku do utworu. Następuje medley trzech utworów: „Vanity”, „Express” oraz „Lady Marmalade”. Pierwszy, pochodzący z albumu Bionic, nie był śpiewany publicznie nigdy przed startem rezydentury. Drugi pochodzi ze ścieżki dźwiękowej do filmu Burleska (2010) i towarzyszy mu seksowny układ choreograficzny. „Lady Marmalade”, w odróżnieniu od poprzednich, zaśpiewany zostaje w całości.
„Candyman” zostaje zaśpiewany jako medley, wraz z krótkimi fragmentami „I Want Candy” (szlagieru zespołu The Strangeloves). Wystrój sceny pomyślany został jako cukierkowy i halucynogenny; wśród dekoracji znajdują się olbrzymie słodycze, migające kolorowymi światłami. „Candyman” to utwór o tematyce seksualnej, która kontynuowana jest w kolejnej wykonanej piosence: „Woohoo”. Nagranie to bezpośrednio łączy się z „Elastic Love” oraz „Bionic”.
Koncert dzieli się w sumie na siedem aktów; ostatni z nich to Encore. Utwór kończący show, „Let There Be Love”, oddaje honor społeczności LGBT: pierwsze koncerty z serii The Xperience odbyły się na początku czerwca, a jest to miesiąc celebrujący dumę gejowską. 1 czerwca, po zakończonym koncercie, Aguilera wołała do osób zgromadzonych na hali: „wesołego Pride Month!” (przyp. – „Miesiąca Dumy”).
Scena w Zappos Theater dzieli się na dwie sekcje. Przednia z nich ma kształt litery „X” i umożliwia wokalistce bliższy kontakt z widzami. Na wydzielonym wzniesieniu stoją członkowie zespołu instrumentalnego (perkusista, gitarzysta, etc.). Podczas występu Aguilerze towarzyszy czternastu tancerzy. Stosowane są ponadto efekty specjalne i pirotechniczne, a także wielokolorowe oświetlenie. Na ekranach wizyjnych wyświetlane są towarzyszące piosenkom wizualizacje. Dziennikarz John Katsilometes uznał rezydenturę za wysokobudżetową. Liczne kostiumy, towarzyszące kolejnym wyjściom Aguilery na scenę, mają odzwierciedlać jej różne oblicza i przedstawiają ją jako: proseksualną feministkę, popową divę, ikonę gejowską oraz sprzymierzeńca środowisk LGBT.

## Recenzje
John Katsilometes, związany z dziennikiem Las Vegas Review-Journal, podsumował koncert jako „wystawny”, a przy tym „niosący wyraźne przesłanie o empowermencie”. Melinda Sheckells, dziennikarka współpracująca z tygodnikiem Billboard, uczestniczyła w koncercie z dnia 1 czerwca 2019 i uznała, że „obietnice o niezwykle intensywnej teatralności The Xperience zostały spełnione”. Brock Radke (Las Vegas Sun) twierdził, że Aguilera „utrzymuje scenę pod komendą swego silnego głosu”, a wizualizacje i wirtualne krajobrazy, widziane na telebimie, okrzyknął jako „oszałamiające”. Według Evana Reala (The Hollywood Reporter) Aguilera wykorzystała scenę Zappos Theater, by propagować filozofię ruchu „girl power” oraz dumę środowisk mniejszościowych. Real chwalił artystkę za imponujący wokal, kolekcję scenicznych kostiumów w stylu haute couture oraz ciekawą aranżację wizualną. W recenzji dla Logo TV Lamar Dawson wskazał siedem najlepszych momentów The Xperience. Należały do nich: występ z utworem „Your Body”, queerowy taniec przy „Glam”, propagowanie feminizmu przy pomocy takich nagrań, jak „Fall in Line” i „Can’t Hold Us Down”. Dawson docenił też Aguilerę za to, że swoim koncertem złożyła hołd popowym divom: Cher, Whitney Houston i Donnie Summer.

## Odbiór komercyjny
Rezydentura osiągnęła sukces komercyjny. Po dwudziestu czterech występach Aguilery przyniosła łączne zyski wynoszące 10,244,024 mln dolarów (około 12,4 mln USD w 2024 roku). W serwisie Onet.pl pisano, że choć seria koncertów została przerwana przez pandemię COVID-19, to okazała się „wielkim sukcesem”.

## Nagrody i wyróżnienia
| Rok  | Ceremonia                | Nagroda                                     | Rezultat  |
| ---- | ------------------------ | ------------------------------------------- | --------- |
| 2020 | Best of Las Vegas Awards | najlepszy headliner/artysta na rezydenturze | Nominacja |
| 2020 | Best of Las Vegas Awards | najlepsza produkcja sceniczna               | Nominacja |
| 2020 | Best of Las Vegas Awards | wieczór panieński                           | Nominacja |

## Rankingi
| Rok  | Publikacja | Tytułem | Pozycja | Przypis       |
| ---- | ---------- | --- | ------- | ------------- |
| 2019 | Billboard  | Najbardziej dochodowa trasa koncertowa – czerwiec 2019                                                        | 29.     | [ 2 ] [ 3 ]   |
| 2020 | Pollstar   | Najbardziej dochodowe trasy koncertowe I połowy 2020 roku (Ameryka Północna)                                  | 48.     | [ 64 ] [ 65 ] |
| 2020 | Pollstar   | Najbardziej dochodowe trasy koncertowe I połowy 2020 roku – subkategoria żeńskich artystek (Ameryka Północna) | 8.      | [ 64 ] [ 65 ] |
| 2020 | Pollstar   | Najbardziej dochodowe trasy koncertowe 2020 roku – subkategoria żeńskich artystek (świat)                     | 9.      | [ 66 ]        |
| 2022 | UKMIX      | Najbardziej dochodowe rezydentury w Las Vegas                                                                 | 25.     | [ 67 ]        |

## Lista wykonywanych piosenek
I Feel Love (wstęp wideo; fragment utworu)
- 1. „Your Body”/„Not Myself Tonight”
- 2. „Genie in a Bottle”
- 3. „Reflection”

Golden Queen Interlude (przerywnik wideo)
- 4. „Dirrty”
- 5. „Vanity”/„Express”/„Lady Marmalade”

Fall in Line (przerywnik wideo)
- 6. „Boys Wanna Be Her”/„Can’t Hold Us Down”
- 7. „Sick of Sittin’”
- 8. „Maria”
- 9. „Twice”
- 10. „I Love the Lord”
- 11. „What a Girl Wants”/„Come on Over Baby (All I Want Is You)”
- 12. „Ain’t No Other Man”

You Are What You Are (Beautiful) (przerywnik wideo)
- 13. „Say Something”

Glam (przerywnik wideo; segment taneczny)
- 14. „Candyman” (wraz z krótkimi fragmentami „I Want Candy”)
- 15. „Woohoo”/„Elastic Love”/„Bionic”

Telepathy (przerywnik wideo)
- 16. „Accelerate”
- 17. „Feel This Moment”/„Desnudate”

Encore
- 18. „Beautiful”
- 19. „Fighter”
- 20. „Let There Be Love”

### Wariacje
- 27 września 2019 dodatkowo wykonany został utwór „Moves like Jagger”.
- 28 grudnia 2019 dodatkowo wykonano balladę „The Voice Within”, a także fragmenty utworów „Makes Me Wanna Pray” i „Like a Prayer” (które później na stałe wpleciono w set koncertowy).
- 31 grudnia 2019, podczas koncertu sylwestrowego, Aguilera zaśpiewała cover „Auld Lang Syne”[27].

## Występy
| Data                              | Frekwencja                                      | Dochód brutto (USD)      |
| Pierwsza seria koncertów          | Pierwsza seria koncertów                        | Pierwsza seria koncertów |
| --------------------------------- | ----------------------------------------------- | ------------------------ |
| 31 maja 2019                      | 24,988 / 32,042 (78%)                           | $3,978,466               |
| 1 czerwca 2019                    | 24,988 / 32,042 (78%)                           | $3,978,466               |
| 5 czerwca 2019                    | 24,988 / 32,042 (78%)                           | $3,978,466               |
| 7 czerwca 2019                    | 24,988 / 32,042 (78%)                           | $3,978,466               |
| 8 czerwca 2019                    | 24,988 / 32,042 (78%)                           | $3,978,466               |
| 13 czerwca 2019                   | 24,988 / 32,042 (78%)                           | $3,978,466               |
| 15 czerwca 2019                   | 24,988 / 32,042 (78%)                           | $3,978,466               |
| 16 czerwca 2019                   | 24,988 / 32,042 (78%)                           | $3,978,466               |
| Druga seria koncertów             |                                                 |                          |
| 20 września 2019                  | 27,756 / 32,130 (86,4%)                         | $3,702,768               |
| 21 września 2019                  | 27,756 / 32,130 (86,4%)                         | $3,702,768               |
| 24 września 2019                  | 27,756 / 32,130 (86,4%)                         | $3,702,768               |
| 27 września 2019                  | 27,756 / 32,130 (86,4%)                         | $3,702,768               |
| 28 września 2019                  | 27,756 / 32,130 (86,4%)                         | $3,702,768               |
| 2 października 2019               | 27,756 / 32,130 (86,4%)                         | $3,702,768               |
| 4 października 2019               | 27,756 / 32,130 (86,4%)                         | $3,702,768               |
| 5 października 2019               | 27,756 / 32,130 (86,4%)                         | $3,702,768               |
| Trzecia seria koncertów           |                                                 |                          |
| 27 grudnia 2019                   | Sprzedaż biletów: ~95% (występ odwołany)        | –                        |
| 28 grudnia 2019                   | 8,720 / 10,894 (80%)                            | $1,050,939               |
| 30 grudnia 2019                   | 8,720 / 10,894 (80%)                            | $1,050,939               |
| 31 grudnia 2019                   | 8,720 / 10,894 (80%)                            | $1,050,939               |
| Czwarta seria koncertów           |                                                 |                          |
| 26 lutego 2020                    | 14,211 / 16,683 (85,2%)                         | $1,511,851               |
| 28 lutego 2020                    | 14,211 / 16,683 (85,2%)                         | $1,511,851               |
| 29 lutego 2020                    | 14,211 / 16,683 (85,2%)                         | $1,511,851               |
| 4 marca 2020                      | 14,211 / 16,683 (85,2%)                         | $1,511,851               |
| 6 marca 2020                      | 14,211 / 16,683 (85,2%)                         | $1,511,851               |
| 7 marca 2020                      | 14,211 / 16,683 (85,2%)                         | $1,511,851               |
| Piąta seria koncertów (planowana) |                                                 |                          |
| 11 listopada 2020                 | Występy odwołano z powodu pandemii koronawirusa | –                        |
| 13 listopada 2020                 | Występy odwołano z powodu pandemii koronawirusa | –                        |
| 14 listopada 2020                 | Występy odwołano z powodu pandemii koronawirusa | –                        |
| 18 listopada 2020                 | Występy odwołano z powodu pandemii koronawirusa | –                        |
| 20 listopada 2020                 | Występy odwołano z powodu pandemii koronawirusa | –                        |
| 21 listopada 2020                 | Występy odwołano z powodu pandemii koronawirusa | –                        |
| Suma                              | –                                               | –                        |

## Personel
- Dyrektor muzyczny, aranżer: Rob Lewis[75]
- Wokale: Christina Aguilera
- Choreografia: Jeri Slaughter, Paul Morente
- Tancerze: Gilbert Saldivar, Monique Slaughter, Sophia Aguiar, Charmaine Baquiran, Jacob „Jae Fusz” Fuszara, Teddy Coffey, Janusz Libicki, Mariusz „Maniek” Kotarski, Justin de Vera, Sabina Lundgren, Ami Takashima, Candice Savage, Sarah Mitchell, Tramon R, Shannon Holtzapffel (4. seria koncertów)[76]
- Stylistka: Karen Clarkson, Jessy Cain
- Kostiumy: Gareth Pugh, Bobby Abley, Edwin Mohney, Aine Geoghegan, Karen Clarkson, Rio Uribe/Gypsy Sport, Burju, Derek Anthony Purcell/BANG London (4. seria koncertów)[77], Juraj Zigman (4. seria koncertów)[78], Sophie Schandorff/Pelechecoco[79], Caroline Appel Estrada[79]
- Instrumenty perkusyjne/gitara: Stanley Randolph
- Gitara: Michael „Fish” Herring
- Wokale wspierające: Luke Edgemon, Erika Jerry, Ali Caldwell, Avery Wilson, Matt Cusson (2. seria koncertów), Patrice Covington (2. seria koncertów)
- Reżyser oświetlenia, obsługa informatyczna: Cat West[80]
- Designer koncertowy, producent: Jesse Blevins[80]
- Sponsor trasy: Live Nation Entertainment, Caesars Entertainment Corporation[74]